# بخش اترکاشی
بخش اترکاشی (به انگلیسی: Uttarkashi district) یک بخش در هند است که در اوتاراکند واقع شده‌است. بخش اترکاشی ۸٬۰۱۶ کیلومتر مربع مساحت و ۳۲۹٬۶۸۶ نفر جمعیت دارد.